# ÖFB-Cup 1976-1977
La ÖFB-Cup 1976-1977 è stata la 43ª edizione della coppa nazionale di calcio austriaca.

## Ottavi di finale
| Squadra 1            | Risultato | Squadra 2             |
| -------------------- | --------- | --------------------- |
| 1º maggio 1977       |           |                       |
| Hertha Wels          | 0 - 3     | Wiener Sportclub/Post |
| St. Veit             | 3 - 0     | ATUS Bärnbach         |
| Grazer AK            | 3 - 2     | VÖEST Linz            |
| 3 maggio 1977        |           |                       |
| Austria/WAC          | 12 - 0    | Rätia Bludenz         |
| Austria Salisburgo   | 3 - 1     | Stockerau             |
| LASK                 | 2 - 1     | First Vienna          |
| SSW Innsbruck        | 3 - 1     | Rapid Vienna          |
| Schwarz-Weiß Bregenz | 0 - 3     | Admira/Wacker         |

## Quarti di finale
| Squadra 1             | Risultato       | Squadra 2          |
| --------------------- | --------------- | ------------------ |
| 17 maggio 1977        |                 |                    |
| SSW Innsbruck         | 4 - 1           | LASK               |
| 18 maggio 1977        |                 |                    |
| Admira/Wacker         | 0 - 3           | Austria/WAC        |
| 19 maggio 1977        |                 |                    |
| St. Veit              | ? - ? (6-5 dtr) | Austria Salisburgo |
| Wiener Sportclub/Post | 1 - 0           | Grazer AK          |

## Semifinale
| Squadra 1     | Risultato | Squadra 2             |
| ------------- | --------- | --------------------- |
| 8 giugno 1977 |           |                       |
| Austria/WAC   | 3 - 0     | SSW Innsbruck         |
| 9 giugno 1977 |           |                       |
| St. Veit      | 1 - 2     | Wiener Sportclub/Post |

## Finale
| Squadra 1             | Risultato | Squadra 2             |
| --------------------- | --------- | --------------------- |
| 14 giugno 1977        |           |                       |
| Wiener Sportclub/Post | 0 - 1     | Austria/WAC           |
| 29 giugno 1977        |           |                       |
| Austria/WAC           | 3 - 0     | Wiener Sportclub/Post |